# Ефросинья Кастамонитисса
Ефросинья Кастамонитисса (греч. Εύφροσύνη Κασταμονίτισσα) — византийская дворянка, жена мятежника Андроника Дуки Ангела, мать императоров Исаака II Ангела и Алексея III Ангела.

## Биография
Родилась в 1130-х годах. Около 1150 года вышла замуж за двоюродного брата императора Мануила I, Андроника Дуку Ангела. В браке родилось 6 сыновей и 2 дочерей. Около 1180 года, Андроник попытался получить развод с Ефросинией, для того чтобы жениться на другой женщине. Однако благодаря вмешательству императора и церковного синода брак был сохранён.
Во время правления Андроника Комнина, её муж и сыновья восстали против императора, но заговор был раскрыт. Её муж и сыновья Исаак и Алексей бежали, а остальные сыновья были ослеплены. В 1185 году, Исаак вновь восстал против императора и со своими сторонниками забаррикадировались в Никее. Император решил пойти на хитрость. Андроник привёз из Константинополя Ефросинью и обнажённую поставил на вершину тарана. Тем не менее восставшие продолжили оборону, стараясь не задеть Ефросинью. В конце концов восставшие подожгли осадные орудия Андроника,  освободили Ефросинью и укрыли её в безопасном месте в городе.
После воцарения её сына Исаака её брат Феодор Кастамонит стал главным министром при племяннике. В 1186 году она сопровождала сына в поход на Диррахий, охваченный мятежом. Император осадил и штурмом взял город. Однако во время возвращения в столицу Ефросинья скончалась.